# Ia Mơ Nông
Ia Mơ Nông là một xã cũ thuộc huyện Chư Păh, tỉnh Gia Lai, Việt Nam.
Xã Ia Mơ Nông có diện tích 52 km², dân số năm 2020 là 4.059 người, mật độ dân số đạt 77 người/km².
Từ ngày 12 tháng 6 năm 2025, sáp nhập tỉnh Bình Định vào tỉnh Gia Lai, giải thể đơn vị hành chính cấp huyện là Chư Păh. Sáp nhập 3 đơn vị hành chính của huyện là thị trấn Ia Ly, xã Ia Mơ Nông và xã Ia Kreng thành xã Ia Ly.